# .30-30 Winchester

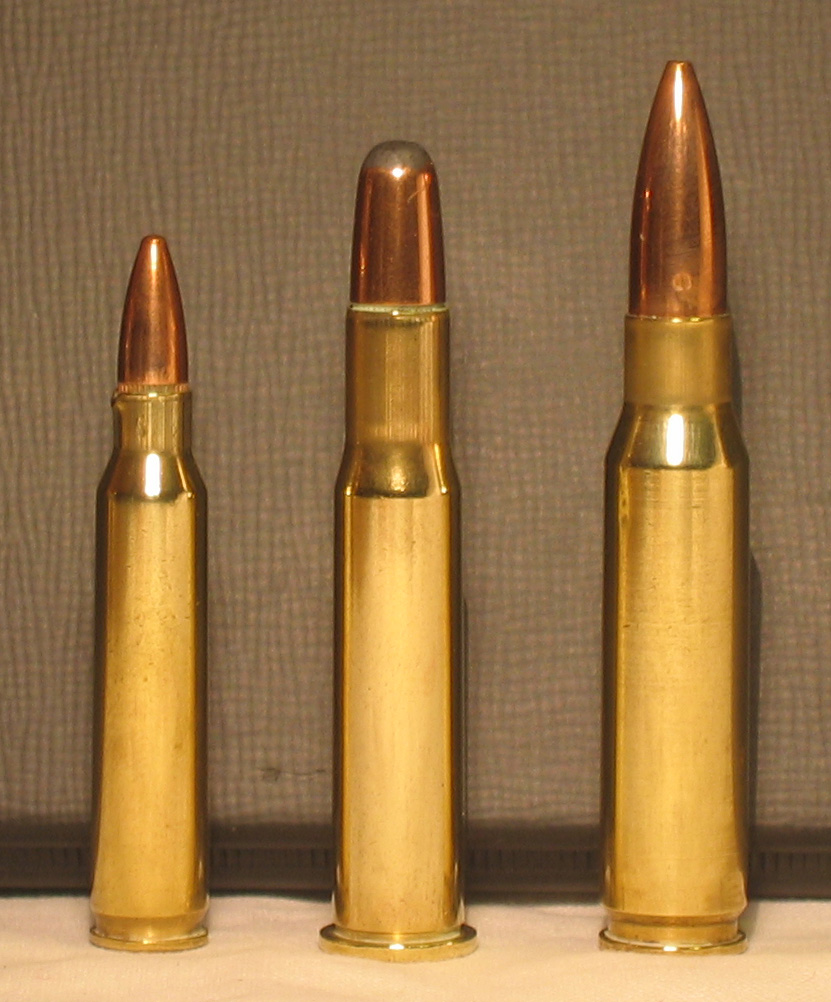
.30-30 Patrone zwischen einer 5,56 × 45 mm NATO und einer 7,62×51-mm-Patrone

Die .30-30 Winchester-Patrone kam 1895 auf den Markt. Sie war für den Unterhebelrepetierer Winchester Model 1894 bestimmt und ist in den USA heute noch eine der am weitesten verbreiteten Jagdpatronen. Die .30-30 ist eine Zentralfeuerpatrone und eine der ersten für den zivilen Gebrauch hergestellten Patronen mit rauchlosem Pulver.

## Bezeichnung
Im deutschen Nationalen Waffenregister (NWR) wird die Patrone unter Katalognummer 63 unter folgenden Bezeichnungen geführt (Auswahl, gebräuchliche Bezeichnungen in Fettdruck)
- .30-30 Win (Hauptbezeichnung)
- .30-30
- .30-30 Winchester and Marlin (High Velocity)
- .30-30-165
- 7,62 x 51 R Winchester
- 7,62 x 51 R M94

## Geschichte
Die Winchester Repeating Arms Company brachte das Model 1894-Gewehr und den Karabiner zuerst im Kaliber .32-40 und .38-55, beides Schwarzpulverpatronen, auf den Markt. Mit dem Aufkommen von verbesserten Stahllegierungen und der robusten Verriegelung des von John Moses Browning entwickelten Verschlusses des Model 1894 war die Zeit reif für den Einsatz auch im zivilen Gebrauch von Patronen für rauchloses Pulver. Winchester brachte daraufhin die .30-30 und die ihr verwandte .25-35 Winchester und 1901 die .32 Winchester Special auf den Markt. Der Lauf der Winchestergewehre für diese rauchlosen Patronen war mit -MODEL 94-WINCHESTER-NICKEL STEEL-TRADE MARK- beschriftet.
Bei allen .30-30 Patronen und ihren Varianten handelte es sich um reine Gewehrpatronen, im Unterschied zu den kürzeren .44-40 WCF, .38-40 WCF, .32-20 WCF und .25-20 Winchester-Patronen für das Winchestergewehr Model 1892, die mit Ausnahme der .25-20 auch in Revolvern verschossen werden können.
Nachdem auch andere Hersteller wie Savage mit dem Model 99 Waffen in diesem Kaliber anboten, entwickelte sich die .30-30 in den USA rasch zum Bestseller und ist es bis heute geblieben.
Der Erfolg der Patrone zeigt sich in den Verkaufszahlen der Winchester-Gewehre Model 1894. Zwischen 1894 und 1941 betrug die Zahl der verkauften Waffen pro Kaliber:
- .30-30    = 857.613
- .32 Sp    = 101.423
- .25-35    =  16.581
- .32-40    =  12.186
- .38-55    =  12.197

Die ursprüngliche Bezeichnung der Patrone war .30 WCF, das -30 wurde von Marlin, einem Konkurrenten hinzugefügt, da dieser kein Interesse daran hatte, den Namen seines Rivalen auf seine Gewehre aufschlagen zu müssen. Die -30 bezieht sich technisch, wie damals zur ausgehenden Schwarzpulverära noch üblich, auf das ungefähre Pulver-Gewicht einer rauchlosen Nitro-Pulversorte in der Einheit Grains. 30 Grains entsprechen knapp 2 g.

## Technik
Die Geschosse wurden anfangs aus Blei hergestellt. Heute sind Vollmantel-, Teilmantel- (Soft Point) und Hohlspitzgeschosse erhältlich. Da ein großer Teil der für die Patrone angebotenen Waffen Unterhebelrepetierer mit einem Röhrenmagazin sind, müssen die Geschosse vorne rund oder abgeflacht sein, um die Selbstzündung der hintereinander aufgereihten Patronen im Magazin zu vermeiden. Die Flaschenhalshülsen haben unmittelbar über dem Rand eine Rille zum besseren Eingreifen des Ausziehers. Die Patrone wird mit verschiedenen Geschossgewichten und ballistischen Daten hergestellt:
- bei einem Geschossgewicht 7,1 g (110 Grain) wird eine Vo von 830 m/s und eine Eo von 2390 J erreicht:
- bei 8,4 g (130 Grain) sind es 761 m/s und 2439 J;
- bei 11 g (170 Grain) sind es 679 m/s und 2539 J.

Daneben sind noch 9,7 g (150 Grain) schwere Geschosse üblich.